# Aviatik C.I
L'Aviatik C.I era un  monomotore biplano da ricognizione sviluppato dall'azienda tedesco imperiale Automobil und Aviatik AG negli anni dieci del XX secolo e prodotto, oltre che dalla stessa, anche su licenza dalla Hannoversche Waggonfabrik.
Sviluppo dei precedenti Aviatik B.I e B.II non armati, venne principalmente utilizzato dalla Luftstreitkräfte, la componente aerea del Deutsches Heer (l'esercito imperiale tedesco), durante la prima guerra mondiale. Prodotto in un numero limitato, servì da base di sviluppo per i successivi Aviatik C.II e C.III.

## Storia del progetto
Superate le prime fasi del conflitto, dopo che l'aviazione militare era ancora agli esordi, i velivoli da ricognizione da entrambe le parti ostili erano diventati sempre più vulnerabili a causa dei possibili colpi da terra e dall'installazione di mitragliatrici frontali nei britannici scout, i precursori degli aerei da caccia. Per proteggere gli equipaggi dalla possibile intercettazione di questi ultimi l'Idflieg emise un bando in cui si richiedeva la realizzazione di una classe di ricognitori armata di una mitragliatrice brandeggiabile da difesa, la C-Typen.
L'Aviatik decise di realizzare la nuova classe di velivoli basandosi sulle precedenti esperienze ed utilizzando il patrimonio tecnologico in continua evoluzione che si concentrò principalmente sullo sviluppo dei motori aeronautici di potenza sempre maggiore e che consentivano di costruire cellule più resistenti.
Il prototipo del C.I venne portato in volo per la prima volta nella prima metà del 1915 ed a settembre cominciarono già le prime forniture ai reparti.

## Tecnica
Di aspetto convenzionale, il C.I era l'evoluzione dei precedenti pari ruolo non armati Aviatik B.I e B.II. Era dotato di una fusoliera costruita in legno e rivestita con pannelli di compensato con abitacoli separati aperti in tandem.
Nelle prime versioni era l'abitacolo posteriore quello riservato al pilota ma questo ne limitava ulteriormente la visibilità a causa della presenza, oltre del motore sporgente verso l'alto, della presenza dell'osservatore e della mitragliatrice brandeggiabile di difesa. Tuttavia, questo venne presentato come un'opportunità per gli equipaggi di rapportarsi in maniera più aggressiva, venendo così incentivata la necessità di assumere un approccio maggiormente offensivo alla presenza di velivoli nemici.
Solo successivamente venne decisa l'inversione delle postazioni, spostando il pilota nell'abitacolo anteriore nella versione che ricevette la denominazione C.Ia. La configurazione alare era biplana sesquiplana, caratterizzata dall'ala inferiore di minor apertura alare della superiore e spostata leggermente verso coda, e collegate tra loro e la fusoliera da una serie di montanti e tiranti in filo d'acciaio. Posteriormente terminava in un impennaggio caratterizzato da una lunga deriva triangolare dal timone arrotondato ed altrettanto lunghi piani orizzontali controventati, anch'essi di forma triangolare. Il carrello d'atterraggio era semplice, fisso, integrato da un pattino posteriore posizionato sotto la coda. La propulsione era affidata ad un motore Mercedes D.III 6 cilindri in linea capace di 160 PS (118 kW) abbinato ad un'elica bipala in legno a passo fisso.
Assieme con i successivi sviluppi Aviatik C.II e C.III venne prodotto nella notevole cifra totale di 2 259 esemplari.

## Impiego operativo
Sul fronte italiano nel maggio-giugno 1917 erano ancora in linea un esemplare nella Flik 19 e due esemplari nella Flik 48.
Al 15 ottobre 1918 vi erano ancora in linea 8 esemplari nella Flik 21K.

## Utilizzatori
Austria-Ungheria
- k.u.k. Luftfahrtruppen

 Germania
- Luftstreitkräfte